# Mathea Holaus
Mathea Holaus (* 23. Mai 1989) ist eine ehemalige österreichische Triathletin und Duathletin.

## Werdegang
Mathea Holaus betreibt Triathlon seit 2003 und trainiert im Wave Tri Team Wörgl.
Sie besuchte das Sport-BORG in Innsbruck und studierte Wirtschaftswissenschaften.
2007 wurde sie Staatsmeisterin bei den Juniorinnen im Aquathlon, Duathlon und auch Triathlon.
2009 wurde sie auf der Wiener Donauinsel U23-Staatsmeisterin Triathlon.
Sie startete 2010 und 2011 in der Deutschen Triathlon-Bundesliga für das Team Erdinger Alkoholfrei Team SC Riederau. Seit 2011 tritt sie nicht mehr international in Erscheinung.
2016 startete sie im Berglauf im Team mit Martina Kraiser und die beiden belegten den fünften Rang.
Mathea Holaus lebt in Auffach.
Sie arbeitet heute bei Servus TV.

## Sportliche Erfolge
| Datum/Jahr    | Rang | Wettbewerb                                         | Austragungsort | Zeit     | Bemerkung |
| ------------- | ---- | -------------------------------------------------- | -------------- | -------- | --- |
| 28. Aug. 2011 | 13   | DTU Deutsche Meisterschaft Triathlon Sprintdistanz | Grimma         | 01:07:54 | 0,75 km Schwimmen, 20 km Radfahren und 5 km Laufen |
| 11. Juni 2011 | 6    | ÖTRV Staatsmeisterschaft Triathlon                 | Wien           | 2:10:49  | Sechste bei der Österreichischen Staatsmeisterschaft im Rahmen des Vienna City Triathlon auf der olympischen Distanz – hinter der Kärntner Siegerin Eva Wutti |
| 2011          | 1    | Kirchbichl-Triathlon                               | Kirchbichl     |          | Tiroler Meisterin |
| 22. Mai 2010  | DNF  | ITU Triathlon European Cup                         | Senec          | 2:02:12  | Sturz auf der Radstrecke auf der olympischen Distanz (1,5 km Schwimmen, 40 km Radfahren und 10 km Laufen)                                                     |
| 16. Mai 2010  | 29   | Deutsche Triathlon-Bundesliga                      | Gladbeck       | 0:25:06  | im Super-Sprint (0,25 km Schwimmen, 5,5 km Radfahren, 2,5 km Laufen) hinter der Siegerin Lisa Nordén aus Schweden                                             |
| 6. Juni 2009  | 1    | ÖTRV Staatsmeisterschaft Triathlon U23             | Wien           | 2:15:26  | Vierte beim Vienna City Triathlon und damit österreichische Triathlon-Meisterin im U23-Bewerb auf der Wiener Donauinsel                                       |
| 2009          | 1    | Kirchbichl-Triathlon                               | Kirchbichl     |          | Tiroler Meisterin |
| 2008          | 2    | ÖTRV Staatsmeisterschaft Triathlon                 | Wien           |          | auf der Wiener Donauinsel hinter Romana Slavinec |
| 16. Juni 2007 | 1    | ÖTRV Staatsmeisterschaft Triathlon Junioren        | Wien           | 01:10:33 | Österreichische Junioren-Staatsmeisterin beim Vienna City Triathlon                                                                                           |
| 2007          | DNF  | ETU Triathlon European Championships               | Kopenhagen     | –        | Rennabbruch wegen Raddefekt bei der Junioren-EM |
| 2007          | 3    | Triathlon de Genève                                | Genf           | 1:19:24  | in der Altersklasse der Juniorinnen (750 m Schwimmen, 20 km Radfahren und 5 km Laufen)                                                                        |
| 6. Sep. 2007  | 2    | Kirchbichl Triathlon                               | Kirchbichl     | 1:10:07  | Zweite in der Gesamtwertung und Siegerin bei den Juniorinnen auf der Sprintdistanz                                                                            |
| 2006          | 3    | Sprint-Triathlon                                   | Linz           | 1:13:04  | Dritte in der Jugend-Klasse (0,75 km Schwimmen, 24 km Radfahren und 5 km Laufen)                                                                              |
| 24. Juli 2005 | 4    | ETU Triathlon European Championship Junior Relay   | Alexandroupoli | 00:29:28 | mit Angelika Perfler und Martina Kraiser im Junioren-Mannschaftsbewerb                                                                                        |
| 2004          | 1    | ÖTRV Staatsmeisterschaft Triathlon Schüler         | St. Johann     |          | Österreichische Triathlon-Meisterin im Schüler-Bewerb |

| Datum/Jahr | Rang | Wettbewerb                                 | Austragungsort | Zeit | Bemerkung                                                           |
| ---------- | ---- | ------------------------------------------ | -------------- | ---- | ------------------------------------------------------------------- |
| 2008       | 2    | ÖTRV Staatsmeisterschaft Duathlon          | Telfs          |      | Vizestaatsmeisterschaft Duathlon, hinter der Tirolerin Carina Wasle |
| 2007       | 1    | ÖTRV Staatsmeisterschaft Duathlon Junioren | Ternitz        |      | Österreichische Duathlon-Meisterin (Junioren)                       |

| Datum/Jahr | Rang | Wettbewerb                                  | Austragungsort | Zeit | Bemerkung                                      |
| ---------- | ---- | ------------------------------------------- | -------------- | ---- | ---------------------------------------------- |
| 2007       | 1    | ÖTRV Staatsmeisterschaft Aquathlon Junioren | Velden         |      | Österreichische Aquathlon-Meisterin (Junioren) |

(DNF – Did Not Finish)